# لطیف‌الرحمان
لطیف‌الرحمان (انگلیسی: Latif-ur-Rehman؛ زادهٔ ۱ ژانویهٔ ۱۹۲۹) بازیکن هاکی روی چمن اهل هند و پاکستان بود.
وی به‌همراه تیم ملی هاکی روی چمن مردان هند به قهرمانی بازی‌های المپیک تابستانی ۱۹۴۸ و به‌همراه تیم ملی هاکی روی چمن پاکستان به مدال نقره بازی‌های المپیک تابستانی ۱۹۵۶ دست پیدا کرده‌است.